# María Teresa Fricke
María Teresa Fricke Urbina (Santiago de Chile, 15 de octubre de 1927) es una actriz y directora de teatro chilena. 
Interpretó más de cincuenta papeles a lo largo de su carrera. Era considerada una de las actrices estables del Teatro Experimental entre 1948 y 1973. Contemporánea de Marés González, Fricke saltó a la crítica en el teatro con su papel en La profesión de la Sra. Warren de 1952.

## Biografía
Estudió en la Escuela Normal Nº2 de Santiago, donde se gradúa de profesora de la enseñanza primaria. Egresada de la Escuela de Teatro de la Universidad de Chile en 1949, formó parte del grupo Teatro Experimental de la Universidad de Chile, liderado por Pedro de la Barra, donde integró los elencos entre 1949 y 1973 de obras como «La Celestina» de Fernando de Rojas, «La profesión de la Sra. Warren» de George Bernard Shaw, «La ópera de los tres centavos» de Bertolt Brecht, «La casa de Bernarda Alba» de Federico García Lorca y «Romeo y Julieta» de William Shakespeare, en la traducción de Pablo Neruda. 
Fue profesora en el Departamento de Teatro de la Universidad de Chile (DETUCH).
En agosto de 1973, protagonizó la obra «Las Troyanas» de Jean Paul Sartre en la Sala Antonio Varas del Departamento de Teatro de la Universidad de Chile. Sin embargo, el golpe militar del 11 de septiembre contra Salvador Allende, paralizó los ensayos y cesó las funciones de la obra, debido al toque de queda.
Su carrera como actriz se vio truncada por el régimen militar. Durante la década de 1980 y comienzos de 1990, participó como docente en la Academia Club de Teatro de Fernando González. A su vez, se abrió actuar para la televisión en series y telenovelas de Canal 13. Saltó a la fama por su papel en la película Imagen latente y como la versión adulta de Catalina de los Ríos y Lisperguer en la miniserie La Quintrala, de Televisión Nacional.
En 1991, regresó al escenario del Teatro Nacional con la obra Juan Gabriel Borkman, al lado de Marés González.
En junio de 2023, a sus 95 años, María Teresa Fricke retornó a al escenario del Teatro Nacional junto a Mario Lorca para dramatizar el texto Fulgor y muerte, de Pablo Neruda.
El 12 de diciembre de 2024, a sus 97 años, Fricke recibió un homenaje por el presidente de la República Gabriel Boric Font y la rectora de la Universidad de Chile, Rosa Devés, en conmemoración al estreno de Noche de Reyes, de 1954, en la Sala Antonio Varas (Teatro Nacional Chileno).

## Vida personal
Contrajo matrimonio en segundas nupcias, con el actor, director y profesor de teatro Jorge Lillo Nilo (1922–1975), ambos son padres de Fernán Alonso Lillo Fricke. Actualmente se encuentra alejada de la vida profesional.

### Golpe militar y dictadura
En septiembre de 1973, mientras protagonizaba «Las Troyanas» de Jean Paul Sartre en la Sala Antonio Varas, ocurrió el Golpe militar del 73. Los militares paralizaron los ensayos y cesaron las funciones de la obra. El 1 de noviembre del mismo año, la Rectoría de la Universidad de Chile constituyó una lista de cuarenta y cinco nombres a los que se exoneraba por decreto, sin derecho a apelación, y entre quienes podía encontrarse a las figuras más respetables del Teatro Experimental. El segundo decreto sobrevino cuando se designó a un Fiscal Investigador de la Dirección de Inteligencia Nacional, quien a través del Decreto N°16.798, indicó la expulsión de Fricke, Jorge Lillo, Coca Melnick, Carmen Bunster y la directora de Escuela, Marés González, quienes posteriormente, sufrieron el veto artístico, la persecución y el exilio político durante el Régimen Militar de Augusto Pinochet.

## Teatro
- 1948: Seis personajes en busca de un autor (dir.: Carlos Piccinato; Teatro Municipal de Santiago)
- 1948: Morir por Catalina (dir.: Jorge Lillo; Teatro Municipal de Santiago)
- 1948: Don Gil de las calzas verdes (dir.: Pedro Orthous: Teatro Municipal de Santiago)
- 1949: La Celestia (dir.: José Ricardo Morales; Teatro Municipal de Santiago)
- 1949: Nuestro pueblo (dir.: Pedro de la Barra; Teatro Municipal de Santiago)
- 1950: Muerte de un vendedor (dir.: Agustín Siré; Teatro Municipal de Santiago)
- 1950: Montserrat (dir.: Pedro Orthous; Teatro Municipal de Santiago)
- 1950: La isla de los Bucaneros (dir.: Domingo Tessier; Teatro Municipal de Santiago)
- 1951: Viento de proa  (dir.: Pedro de la Barra, Teatro Municipal de Santiago)
- 1952: La profesión de la Sra. Warren (dir.: Jorge Lillo, Teatro Municipal de Santiago)
- 1952: Fuenteovejuna (dir.: Pedro Orthous, Teatro Municipal de Santiago)
- 1953: La larga cena de Navidad (dir.: , Teatro Municipal de Santiago)
- 1954: Noche de reyes (dir.: Pedro Orthous, Teatro Municipal de Santiago y Teatro Antonio Varas)
- 1955: Todos eran mis hijos (Jorge Lillo; Teatro Antonio Varas)
- 1955: Fuerte Bulnes (dir.: Pedro Orthous, Teatro Antonio Varas)
- 1956: El alcalde de Zalamea (dir.: Jorge Lillo, Teatro Antonio Varas)
- 1956: La viuda de Apablaza (dir.: Pedro de la Barra, Teatro Antonio Varas)
- 1959: Macbeth (dir.: Pedro Orthous, Teatro Antonio Varas)
- 1959: La ópera de los tres centavos (dir.: Eugenio Guzmán, Teatro Antonio Varas)
- 1960: La casa de Bernarda Alba (Jorge Lillo; Teatro Antonio Varas)
- 1961: Bernardo O'Higgins (dir.: Pedro Mortheiru, Teatro Antonio Varas)
- 1961: El Rinoceronte (dir.: Pedro Orthous, Teatro Antonio Varas)
- 1962: El Abanderado (dir.: Eugenio Guzmán, Teatro Antonio Varas)
- 1962: El enemigo del pueblo (dir.: Pedro Orthous, Teatro Antonio Varas)
- 1963: Los físicos (dir.: Pedro Orthous, Teatro Antonio Varas)
- 1964: Romeo y Julieta (dir.: Eugenio Guzmán, Teatro Antonio Varas)
- 1966: Marat Sade (dir.: William Irvin Oliver, Teatro Antonio Varas)
- 1967: Fulgor y muerte de Joaquín Murieta (dir.: Pedro Orthous, Teatro Antonio Varas)
- 1968: Comedia de equivocaciones (dir.: Eugenio Guzmán, Teatro Antonio Varas)
- 1969: Viet Rock (dir.: Víctor Jara, Teatro Antonio Varas)
- 1973: Las Troyanas (dir.: Pedro Orthous, Teatro Antonio Varas)
- 1975: Fioranza (dir.: Jorge Lillo; Goethe Institut)
- 1991: Juan Gabriel Borkman (dir.: Fernando González; Teatro Nacional Chileno)
- 2023: Fulgor y muerte, de Pablo Neruda (Teatro Nacional Chile)

## Filmografía
- Voto + fusil de Helvio Soto - (1971)
- Imagen latente de Pablo Perelman - (1988)
- Tierra sagrada de Emilio Pacull - (1988)

## Televisión
| Teleseries | Teleseries                                   | Teleseries                        | Teleseries          |
| Año        | Teleserie                                    | Personaje                         | Canal               |
| ---------- | -------------------------------------------- | --------------------------------- | ------------------- |
| 1982       | Celos                                        | Angélica Oviedo                   | Canal 13            |
| 1982       | Anakena                                      | Asunción Balarce                  | Canal 13            |
| 1984       | La torre 10                                  | Alice Wilson                      | Televisión Nacional |
| 1986       | La Quintrala                                 | Catalina de los Ríos y Lísperguer | Televisión Nacional |
| 1987       | La Invitación                                | Ofelia Morgan                     | Canal 13            |
| 1988       | Vivir Así                                    | Inés Carrasco                     | Canal 13            |
| 1988       | Matilde dedos verdes                         | Doris Echeverría                  | Canal 13            |
| 1989       | Teresa de los Andes                          | Madre Ernestina Popelaire         | Televisión Nacional |
| 1990       | Corín Tellado: Mis mejores historias de amor | Beatriz Mellar                    | Televisión Nacional |
| 1990       | Crónica de un hombre santo                   | Hermana Verónica Toro             | Canal 13            |